# Château d'Aubais
Le château d'Aubais est un château situé à Aubais, dans le département du Gard et la région Languedoc-Roussillon. Il est aujourd'hui une propriété privée.
Ce château fait l’objet d’une inscription au titre des monuments historiques depuis le 18 mai 1998 ainsi que d'un classement depuis le 8 mars 2010 .
Il peut se visiter lors des Journées européennes du patrimoine.

## Histoire

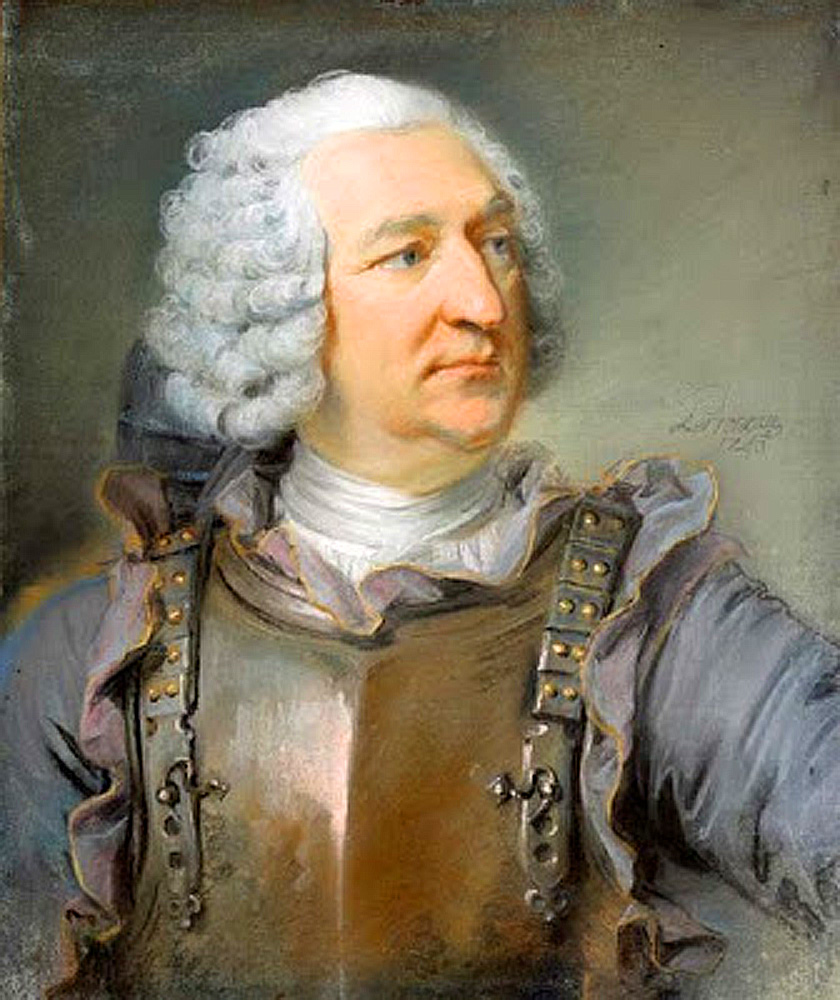
Charles de Baschi, marquis d'Aubais, bibliophile, peint par Jean-Baptiste Perronneau en 1746.

Seigneurie dépendant de la vicomté de Nîmes, elle entre dans la famille Baschy par un mariage en 1591. Il s'agit alors d'un château médiéval.
Le château connut une grande reconstruction classique sous Louis de Baschi du Cayla, et son fils Charles, dans les dernières années du XVIIe siècle. L'ingénieur Ponce Alexis de La Feuille, et l'architecte Gabriel Dardaillhon conçoit un grand corps de logis, occupant le fond de la cour d'honneur et ouvrant sur le paysage depuis la hauteur de la falaise. Il se signalait particulièrement par son pavillon central qui formait un ensemble monumental, contenant un grand escalier sous dôme. Cet ensemble est alors assez archaïque dans les années 1680, correspond plutôt aux grands châteaux du début du siècle, comme l'aile de Gaston d'Orléans à Blois ou le château de Thouars. Encore plus curieux sont les reprises d'éléments gothiques aux voûtes de l'escalier, avec clefs pendantes et nervures, formant un curieux hapax architectural, indépendant des règles académiques alors en vigueur.
Saccagé pendant la Révolution, loti, employé comme carrière de pierres, il ne reste du grand château que quelques portions très endommagées. L'escalier est encore en partie conservé.